# هربرت أسكويث
هيريرترهينري أسكويث، الحاكم الأول لأوكسفورد وأسكويث، حاصل على رتبة فرسان الرباط، وعضو في المجلس الخاص للمملكة المتحدة، وحاصل على منصب مستشار الملك، وزمالة الجمعية الملكية (12 سبتمبر 1852 – 15 فبراير 1928) يُعرف بشكل عام باسم إتش إتش أسكويث، كان سياسيًا بريطانيًا، وسياسي في الحزب الليبرالي، خدم بمنصب رئيس وزراء المملكة المتحدة من 1908 حتى 1916. كان آخر رئيس وزراء يقود حكومة معظمها ليبرالي، ولعب دور رئيس في تصميم وإقرار التشريعات الليبرالية الكبرى وحد من سلطة مجلس اللوردات. في أغسطس عام 1914 قاد أسكويث بريطانيا العظمى والمملكة البريطانية إلى الحرب العالمية الأولى. في عام 1915 تعرضت حكومته للهجوم بقوة بسبب نقص العتاد وفشل حملة جاليبولي. شكل حكومة ائتلافية مع أحزاب أخرى، لكنه فشل في إرضاء المنتقدين. ونتيجة لذلك، أُجبر على الاستقالة في ديسمبر 1916، ولم يستعيد السلطة أبدًا.
بعد أن ارتداد كلية باليول بجامعة اوكسفورد أصبح محاميًا ناجحًا في القضاء العالي. في 1886 كان مرشحًا ليبراليًا في إيست فايف، وحافظ على مقعده هذا لمدة ثلاثين عامًا. في 1892 عُين بمنصب وزير الداخلية في وزارة غلادستون الرابعة، وبقي في هذا المنصب حتى خسارة الليبراليين في انتخابات عام 1895. في عقد المعارضة الذي أعقب ذلك، أصبح أسكويث شخصية رئيسية في الحزب، وعندما استعاد الليبراليون السلطة تحت قيادة السير هنري كامبل بانرمان في عام 1906، عُين أسكويث مستشارًا للخزانة. في 1908  خلفه أسكويث  ليصبح رئيس وزراء. صمم الليبراليون على تقديم خطتهم الإصلاحية. عرقل مجلس اللوردات ذلك، حيث رفض ميزانية الشعب لعام 1909. وفي غضون ذلك، أُبرم قانون جنوب إفريقيا لعام 1909. دعا أسكويث إلى إجراء انتخابات في يناير 1910، وفاز الليبراليون، على الرغم من تقليصهم إلى حكومة أقلية. بعد انتخابات عامة أخرى في ديسمبر 1910، حصل على إقرار من قانون البرلمان الصادر عام 1911، الذي سمح بتمرير الميثاق ثلاث مرات من قبل مجلس العموم في جلسات متتالية لإصداره بغض النظر عن مجلس اللوردات.
عندما أعلنت بريطانيا الحرب على ألمانيا ردًا على الغزو الألماني لبلجيكا، عُلقت النزاعات المحلية البارزة بشأن أيرلندا وحق المرأة في التصويت. كان أسكويث أشبه بما يكون رئيس لجنة أكثر من كونه قائدًا حيويًا. أشرف على التعبئة الوطنية، وأرسل قوة الاستطلاع البريطانية إلى الجبهة الغربية، وأنشأ جيش جماعي، وطور إستراتيجية صناعية مصممة لدعم أهداف الحرب في البلاد. تعثرت الحرب وازداد الطلب على قيادة أفضل. اضطر إلى تشكيل ائتلاف مع المحافظين والعمال في وقت مبكر من عام 1915. أضعفه تردده في الاستراتيجية والتجنيد الإلزامي والتمويل. حل محله لويد جورج كرئيس للوزراء في ديسمبر 1916. أصبحوا أعداء لدودين وقاتلوا من أجل السيطرة على الانحدار السريع للحزب الليبرالي. احتُفل بدوره في إنشاء دولة الرفاهية البريطانية الحديثة (1906-1911)، لكن سلط المؤرخين الضوء على نقاط ضعفه كقائد حرب وكزعيم للحزب بعد عام 1914. 

## النشأة وعمله: 1852 - 1908

### الخلفية العائلية
ولد أسكويث في مولري، في المقاطعات الفرعية في يوركشاير، كان الابن الأصغر لجوزيف ديكسون أسكويث (1825–1860) وزوجته إيميلي، اسمها قبل الزواج ويلانز (1828–1888). كان لهذا الثنائي ثلاث بنات أيضًا، نجت واحدة منهن في مراحلها الأولى. كانت عائلة أسكويث عائلة قديمة في يوركشاير وتميزت بتقاليدها المتمردة. فكان مصدر فخر العائلة، بحسب ما قال أسكويث، أن نسيبًا يدعى جوزيف أسكويث سُجن لدوره في مكيدة فارنلي وود التابعة لجامعة راوند هيدز في 1664.
انحدر كِلا والدا أسكويث من عائلات تعمل بتجارة الصوف في يوركشاير. ورث ديكسون أسكويث شركة جيلرويد ميل، التي أسسها والده. وكان والد إيميلي، ويليام ويلانز، يدير شركة ناجحة لتجارة الصوف في هيدرسفيلد. وكانت العائلتان من الطبقة المتوسطة، وأبرشانيون، ومتعصبون سياسيًا. كان ديكسون رجلًا متسامحًا، بحيث كان يزرع وعلى حد تعبير ابنه «لا يقطع» في مهنته التجارية. وُصِف بأنه «رجل ذو شخصية رفيعة كان يعد دروسًا في الكتاب المقدس للشباب». عانت إميلي من استمرار تدهور حالتها الصحية، ولكنها كانت ذات شخصية قوية، وكان لها تأثير بنيوي على أبنائها.

### الطفولة والتعليم
في أيام شبابه، كان يُدعى هربرت («بيرتي» عندما كان طفلًا) داخل الأسرة، لكن زوجته الثانية كانت تسميه هنري. عنون كاتب سيرته الذاتية ستيفن كوس الفصل الأول من سيرته الذاتية «من هربرت إلى هنري»، مشيرًا إلى الحراك الاجتماعي الصاعد وتخليه عن جذوره في يوركشاير غير المطابقة مع زواجه الثاني. ومع ذلك، في الأماكن العامة، أُشير إليه دائمًا باسم إتش إتش أسكويث. «كان هناك عدد قليل من الشخصيات الوطنية الكبرى التي كانت أسماؤها المسيحية أقل شهرة للجمهور» بحسب كاتب السيرة روي جينكينز. تلقى تعليمه هو وشقيقه في المنزل من قبل والديهم حتى عام 1860، عندما توفي ديكسون أسكويث فجأة، تولى بعدها وليام ويلانز مسؤولية العائلة، فنقلهم إلى منزل بالقرب من منزله، ورتب أمر تعليم الأولاد. بعد عام في كلية هيدرسفيلد، أُرسلوا كطلاب داخليين  إلى مدرسة فولنيك، وهي مدرسة تابعة للكنيسة المورافية بالقرب من ليدز. في عام 1863 توفي ويليام ويلانز، وأصبحت العائلة تحت رعاية شقيق إميلي، جون ويلانز. ذهب الأولاد للعيش معه في لندن، ولكن عندما انتقل مرة أخرى إلى يوركشاير في عام 1864 لأسباب تجارية، بقيا في لندن واستقرا مع عائلات مختلفة. كتب كاتب السيرة ناومي ليفين أن أسكويث في الواقع «عومل كيتيم» لبقية طفولته. قطع رحيل خاله فعليًا علاقات أسكويث مع موطنه الأصلي يوركشاير، ووصف نفسه بعد ذلك بأنه «لُندني لجميع المقاصد والغايات». كتب كاتب سيرة آخر، إتش سي جي ماثيو، أن خلفية أسكويث الشمالية غير المطابقة استمرت في التأثير عليه: «أعطته نقطة مرجعية قوية مناهضة للمؤسسة، مهمة لرجل كانت حياته من نواحٍ أخرى اندماجًا عاصمي».
أُرسل الأولاد إلى مدرسة مدينة لندن كصبية بدوام نهاري. تحت إشراف مدير المدرسة، القس إدوين أبوت، الباحث الكلاسيكي المتميز، أصبح أسكويث تلميذًا متميزًا. قال لاحقًا إنه كان عليه التزامات أعمق تجاه مديره القديم أكثر من أي رجل على قيد الحياة. نفى أبوت فضله في تقدم الصبي: «لم يكن لدي أي تلميذ يدين لي أقل أو أكثر من قدرته الطبيعية». تفوق أسكويث في الكلاسيكيات واللغة الإنجليزية، وكان مهتمًا قليلاً بالرياضة، وقرأ في مكتبة غيلدهول بنهم، وأصبح مفتونًا بالخطابة. زار المعرض العام لمجلس العموم، ودرس تقنيات الدعاة المشهورين، وشحذ مهاراته الخاصة في مجتمع المناظرات المدرسية. لاحظ أبوت قوة ووضوح خطابات تلاميذه، وهي الصفات التي اشتهر بها أسكويث طوال حياته. وأشار أسكويث في وقت لاحق أنه رأى، عندما كان تلميذًا، جثثًا لخمسة قتلة معلقين خارج نيوجيت.